# Badūlī
Badūlī (persiska: بَدولی, بدولی, بِدَولی) är en ort i Iran.   Den ligger i provinsen Västazarbaijan, i den nordvästra delen av landet, 700 km nordväst om huvudstaden Teheran. Badūlī ligger 1 865 meter över havet och antalet invånare är 421.
Terrängen runt Badūlī är kuperad. Runt Badūlī är det ganska glesbefolkat, med 39 invånare per kvadratkilometer. Närmaste större samhälle är Bāzargān, 14,1 km öster om Badūlī. Trakten runt Badūlī består i huvudsak av gräsmarker.